# Альфред Гаррісон Джой
Альфред Гаррісон Джой (англ. Alfred Harrison Joy; 23 вересня 1882, Грінвіл, Іллінойс — 18 квітня 1973, Пасадена, Каліфорнія) — американський астроном, член Національної АН США (1944).

## Життєпис
Родився в Грінвіллі (штат Іллінойс). У 1903 році закінчив Грінвілльський, в 1904 — Оберлінський коледжі. Упродовж 1904—1914 років викладав в Американському університеті в Бейруті (Ліван), у 1914—1915 працював у Єркській обсерваторії, з 1915 — в обсерваторії Маунт-Вілсон. Пішовши у відставку в 1948, продовжував дослідницьку роботу в Маунт-Вілсон до самої смерті. У 1949—1952 також викладав в Каліфорнійському технологічному інституті.
Основні наукові роботи присвячені спектральному вивченню зірок. Брав участь у виконанні великих програм обсерваторії Маунт-Вілсон з визначення спектральних паралаксів 7000 зірок і з вимірювання променевих швидкостей понад 5000 зірок. Використав отримані ним променеві швидкості 106 цефеїд для перевірки теорії обертання Галактики та уточнення деяких параметрів її структури. Визначив з великою точністю середню величину міжзоряного поглинання, направлення на центр Галактики, відстань до Сонця від центру Галактики і сталу Оорта. Особливо важливі виконані ним спектральні дослідження нестаціонарних зірок. У 1920 відкрив у Міри Кіта близький слабкий супутник. Виявив газове кільце навколо затемненої подвійної RW Тельця. Виявив, що дві зірки типу U Близнюків — AE Водолія і SS Лебедя є тісними подвійними з дуже короткими періодами (17 та 7 годин відповідно). Згодом факт тісної подвійності зірок цього типу послужив ключем до розуміння їхньої нестаціонарності. Джой вперше отримав спектральні і багато фотометричні характеристики зірок типу T Тельця та інших зірок з емісійними лініями, пов'язаних з темною дифузною матерією; виконав детальні дослідження спектрів змінних зір у кулястих скупченнях, карликів класу M. Показав, що зірки типу RV Тельця поділяються на дві групи — з великими і малими просторовими швидкостями.
У 1904 брав участь в роботі експедиції Лікської обсерваторії в Асуані (Єгипет) зі спостереження повного сонячного затемнення.
Президент Тихоокеанського астрономічного товариства (1931, 1939).
Медаль Кетрін Брюс Тихоокеанського астрономічного товариства (1950).
На його честь названо астероїд 11769 Алфредджой.